# سیلوانا ووس
سیلوانا ووس (انگلیسی: Silvano Vos؛ زادهٔ ۱۶ مارس ۲۰۰۵) بازیکن فوتبال اهل هلند است که در حال حاضر برای باشگاه فوتبال آژاکس آمستردام بازی می‌کند. 
وی همچنین در تیم‌های ملی فوتبال زیر ۱۷ سال هلند، زیر ۱۸ سال هلند و زیر ۱۹ سال هلند بازی کرده است.